# Bielawa (Wicko)
Bielawa – część wsi Wicko w Polsce, położona w województwie pomorskim, w powiecie lęborskim, w gminie Wicko. Wchodzi w skład sołectwa Wicko.
W latach 1975–1998 Bielawa administracyjnie należała do województwa słupskiego.